# Lista de membros da Royal Society eleitos em 1696
Esta é uma lista de Membros da Royal Society eleitos em 1696.

## Fellows
- Silvestro Bonfigliuoli (1637 - 1696)
- Ippolito Fornasari (1628 - 1697)
- James Chadwick (1660 - 1697)
- Vincenzo Viviani (1622 - 1703)
- Charles Bernard (1650 - 1711)
- Francesco Spoleti (m. 1712)
- Govert Bidloo (1649 - 1713)
- John Harris (1666 - 1719)
- Edward Smith (1665 - 1720)
- Ralph Lowndes (1662 - 1727)
- Orlando Bridgeman (m. 1731)
- Thomas Foley (m. 1733)
- Sir Philip Ryley (m. 1733)
- John Newey (1664 - 1735)
- Hugh Howard (1675 - 1737)
- William Cockburn (1669 - 1739)
- William Byrd II (1674 - 1744)
- Henry Petty (1675 - 1751)
- Pomponio Scarlotti (n. 1696)